# Anisochaeta
- Commons
- Wikispecies

Anisochaeta DC. é um género botânico pertencente à família Asteraceae.

## Espécies
Apresenta uma única espécie:
- Anisochaeta mikanioides DC.